# Sports Illustrated Stadium
Sports Illustrated Stadium é o estádio de futebol da equipe estadunidense Red Bull New York que joga na Major League Soccer (MLS), a liga de futebol dos EUA.

## História
Foi construído pelo proprietário da equipe, a companhia multinacional de bebidas energéticas Red Bull, na cidade de Harrison, em Nova Jérsei.

### Inauguração
Teve sua inauguração realizada no dia 20 de março de 2010 em partida amistosa contra o Santos Futebol Clube do Brasil. Dentre os jogadores presentes destacavam-se os brasileiro Neymar e Fábio Costa. O jogo terminou em 3x1 para o Red Bull New York.
O Santos recebeu U$S 500 mil para participar do evento.
| 20 de março de 2010 | Red Bull New York                                      | 3-1 | Santos FC     | Red Bull Arena                          |
|                     | 11' Joel Lindpere · 43' Mike Petke · 44' Dane Richards |     | 90+1' Germano | Público: 25,189 Árbitro: Jorge Gonzalez |

Red Bull New York: Bouna Coundoul (Greg Sutton), Mike Petke, Jeremy Hall, Tim Ream e Roy Miller; Macoumba Kandji, Sinisa Ubiparipovic, Carl Robinson (Juan Agudelo) e Dane Richards; Joel Lindpere e Ibrahim Salou (John Wolyniec) - Técnico: Hans Backe
Santos FC: Fábio Costa (Rafael), George Lucas, Bruno Aguiar, Luciano Castan (Diego Monar), Alex Sandro (Wesley Santos), Alan Santos (Jefferson), Germano, Breitner (Elivelton), Zezinho (Crystian), Giovanni (Marcel) e Neymar - Técnico: Dorival Júnior

### MLS All-Star
Em 1º de fevereiro de 2011, o Red Bull Arena foi anunciado oficialmente pela MLS como palco da MLS All-Star, o jogo das estrelas do futebol estadunidense, desse ano.

### Estrelas
Desde então, a Red Bull Arena já recebeu vários clubes importantes e seleções internacionais, incluindo as seleções nacionais masculina e feminina dos EUA, Equador, Colômbia, Bayern de Munique, Arsenal, Manchester City e Juventus.